# Straßenbahn Bamberg

Triebwagen 7 auf dem Bahnhofsvorplatz, um 1898

Die Straßenbahn Bamberg bediente in Bamberg, der größten Stadt im bayerischen Regierungsbezirk Oberfranken, rund 25 Jahre lang den innerstädtischen Verkehr. Zuständiges Verkehrsunternehmen war die Elektrische Straßenbahn Bamberg AG.
Entsprechend seiner Größe – die Volkszählung von 1910 erbrachte die Zahl von 48.000 Einwohnern – sollte auch Bamberg am Ende des 19. Jahrhunderts ein modernes Verkehrsmittel in der Form einer elektrischen Straßenbahn erhalten. Obwohl sich mehrere angesehene Unternehmungen um die Konzession zum Bau und Betrieb dieser Bahn bewarben, erhielt die damals kaum bekannte Electricitäts-Gesellschaft Felix Singer & Co. in Berlin am 15. Mai 1896 den Zuschlag.
Nachdem der Betrieb am 1. November 1897 eröffnet worden war, erwarb schon am 1. Januar 1899 die Eisenbahn-Baugesellschaft Becker & Co die Konzessionsrechte und übertrug sie auf ihre am 11. Januar 1899 gegründete Tochtergesellschaft „Electrische Straßenbahn Bamberg AG“.

## Liniennetz

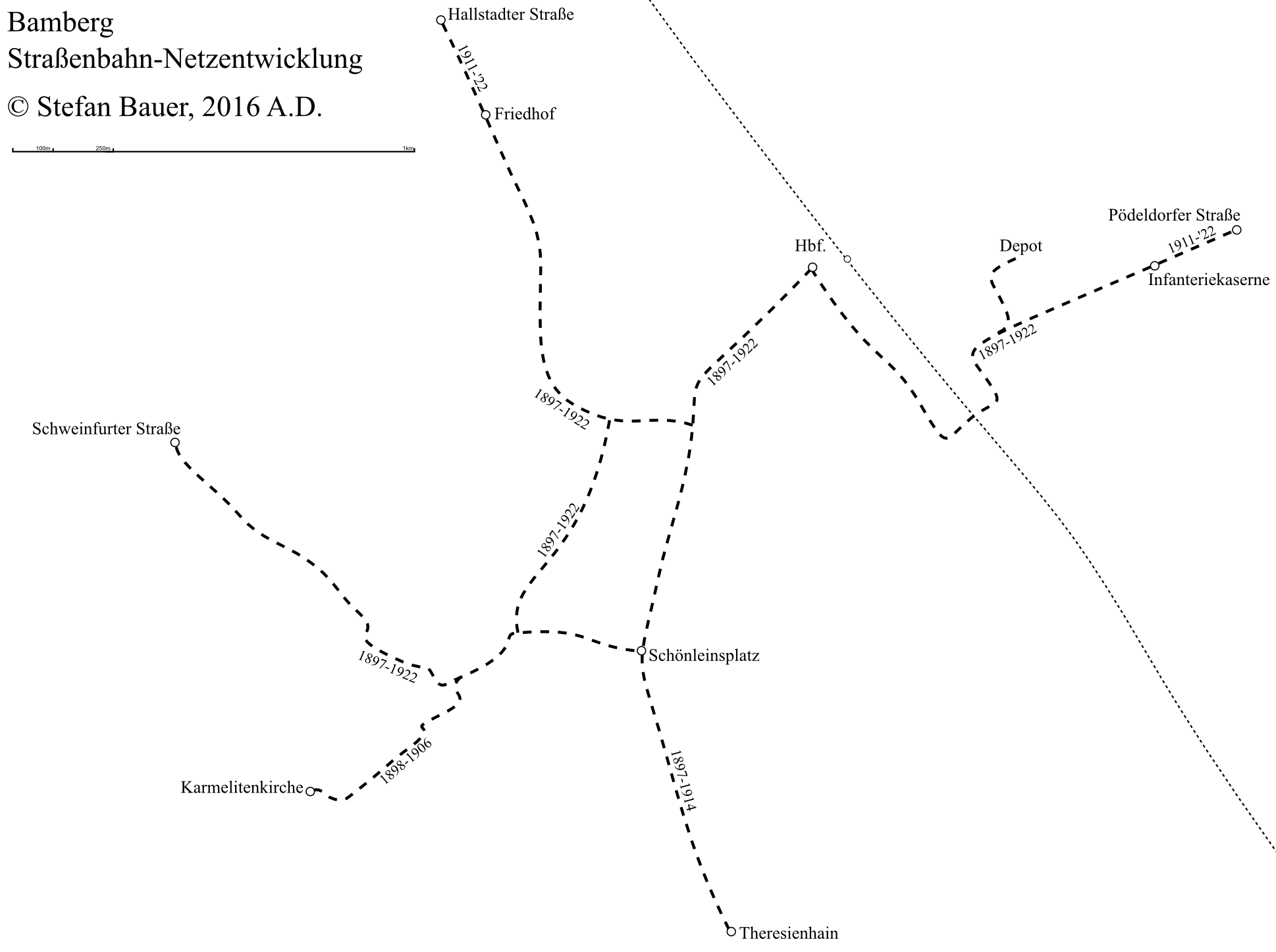
Netzentwicklung

Das gesamte Netz umfasste eine Streckenlänge von rund acht Kilometern und war in Meterspur eingleisig mit Ausweichen angelegt. Die Wagenhalle befand sich östlich des Bahnhofs an der Pödeldorfer Straße. Zunächst verkehrten im Zehn-Minuten-Takt vier Linien, die sich durch farbige Schilder und Lichtsignale unterschieden.
- Die weiße Linie begann im Osten der Stadt an der Infanteriekaserne und führte über den Bahnhof in die Innenstadt hinein. Sie überquerte auf der Ludwigsbrücke die Regnitz und erreichte über den Grünen Markt den Endpunkt Karmeliterkloster am Kaulberg südlich des Domes.
- Die rote Linie begann am Bahnhof und führte über die Sophienbrücke zum Schönleinsplatz, dann im Norden des Domes zur Schweinfurter Straße.
- Die grüne Linie diente als Nord-Süd-Verbindung von der Hallstadter Straße, wo der Friedhof lag, über Ludwigsbrücke, Grüner Markt und Schönleinsplatz zum Theresienhain.
- Eine vierte Linie verstärkte in den ersten Jahren den Verkehr zwischen Bahnhof und Innenstadt, die sie auf einer Schleife durchfuhr, welche Ludwigsplatz – Grüner Markt – Schönleinsplatz und Sophienbrücke berührte.

Im Jahr 1907 reduzierte man die verbliebenen drei Durchmesserlinien auf zwei. Die weiße Linie ersetzte nun zwischen Bahnhof und Schweinfurter Straße die rote Linie, wobei sie nicht mehr über den Schönleinsplatz, sondern über Ludwigsbrücke – Grüner Markt fuhr. Die neue rote Linie fuhr von der Infanteriekaserne über Bahnhof – Schönleinsplatz zum Grünen Markt und dann über die Ludwigsbrücke zur Hallstadter Straße. Beide benötigten für ihre Strecke jeweils 15 Minuten Fahrzeit. Der Theresienhain wurde durch einen Pendelwagen der grünen Linie in zwei Minuten mit dem Schönleinsplatz verbunden, während die Stichstrecke zum Karmeliterkloster nach 1906 gar nicht mehr befahren wurde.
Als 1914 der Erste Weltkrieg zu Einschränkungen des Betriebs zwang, entfiel die Pendellinie zum Theresienhain. Die rote Linie begann ihre Fahrt zur Hallstadter Straße nun am Bahnhof; dafür verband die weiße Linie die Infanteriekaserne mit der Schweinfurter Straße.

## Ende der Straßenbahn
Die Wirtschaftskrise der Nachkriegsjahre verursachte einen erheblichen Rückgang der Fahrgastzahlen, so dass die gestiegenen Betriebskosten nicht mehr gedeckt werden konnten. Der Betrieb wurde am 10. Juni 1922 „vorübergehend“ eingestellt. Als sich die Gesellschaft nach dem Ende der Inflationszeit weigerte, den Verkehr wieder aufzunehmen, löste die Stadt zum 1. Juli 1925 das Vertragsverhältnis mit ihr und übernahm deren Betriebsvermögen. Die Straßenbahn AG wurde 1928/30 liquidiert.

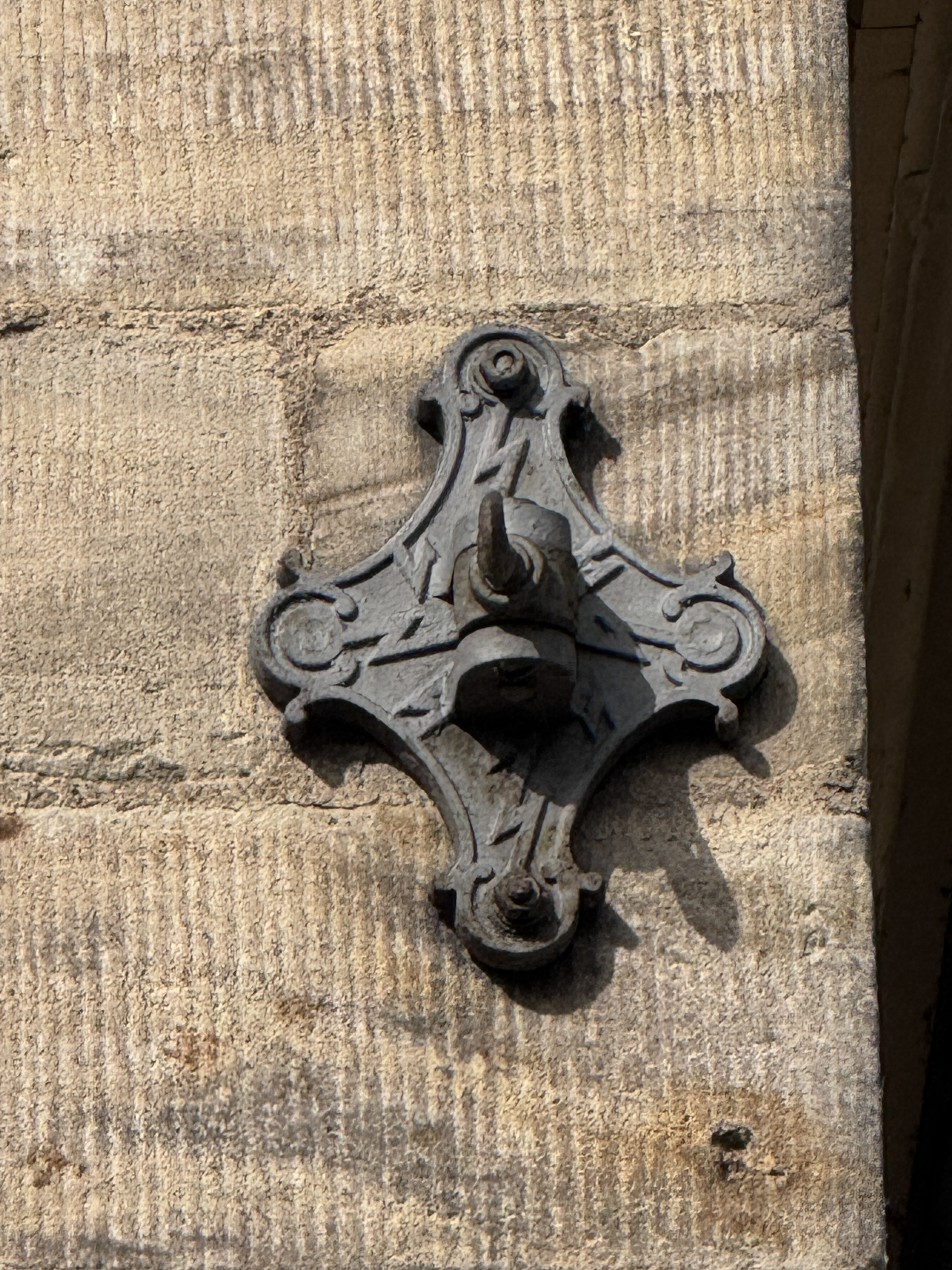
Oberleitungsrosette in der Unteren Sandstraße (Foto Juli 2025)

Gleise und Oberleitungen wurden abgebaut und verschrottet; ein Teil des Wagenparks, der aus 15 Triebwagen bestand, gelangte zur Straßenbahn Würzburg. In Bamberg erinnern heute nur noch einige Oberleitungsrosetten an die Straßenbahn, beispielsweise an Hausfassaden in der Luitpoldstraße.

## Galerie

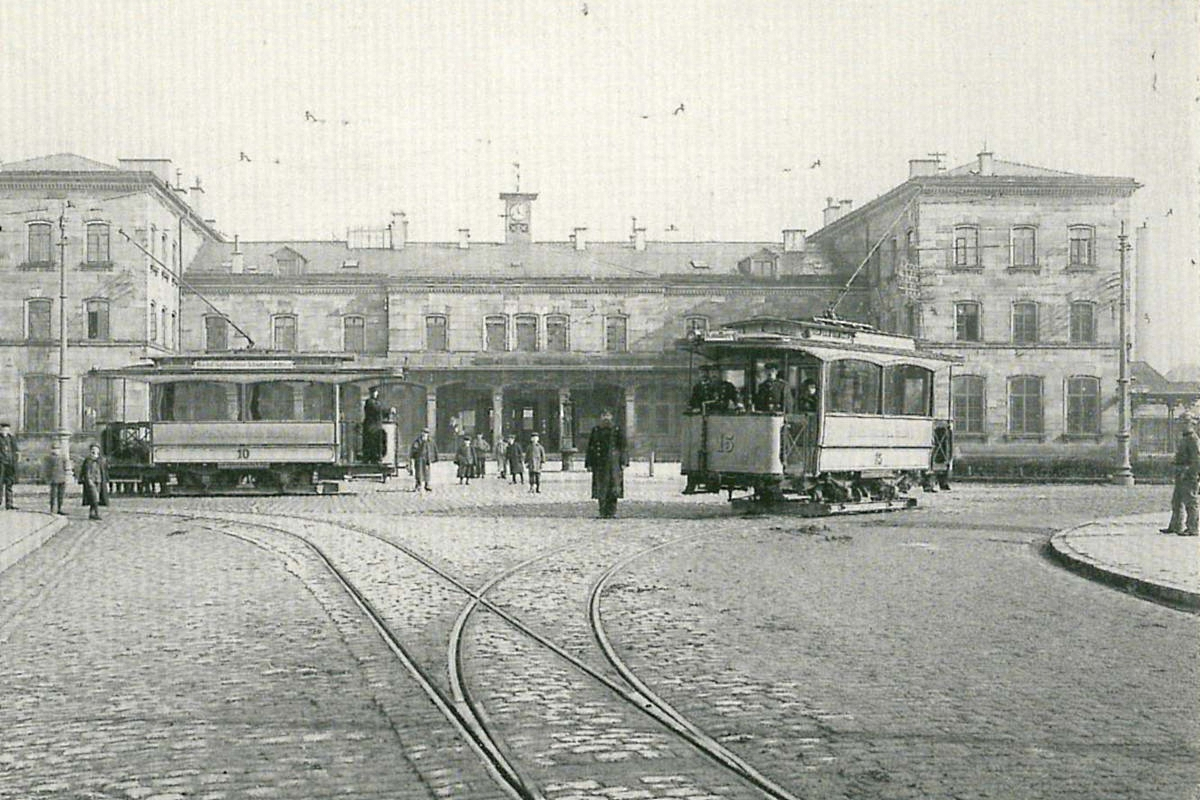
Bahnhof, Triebwagen 10 und 15
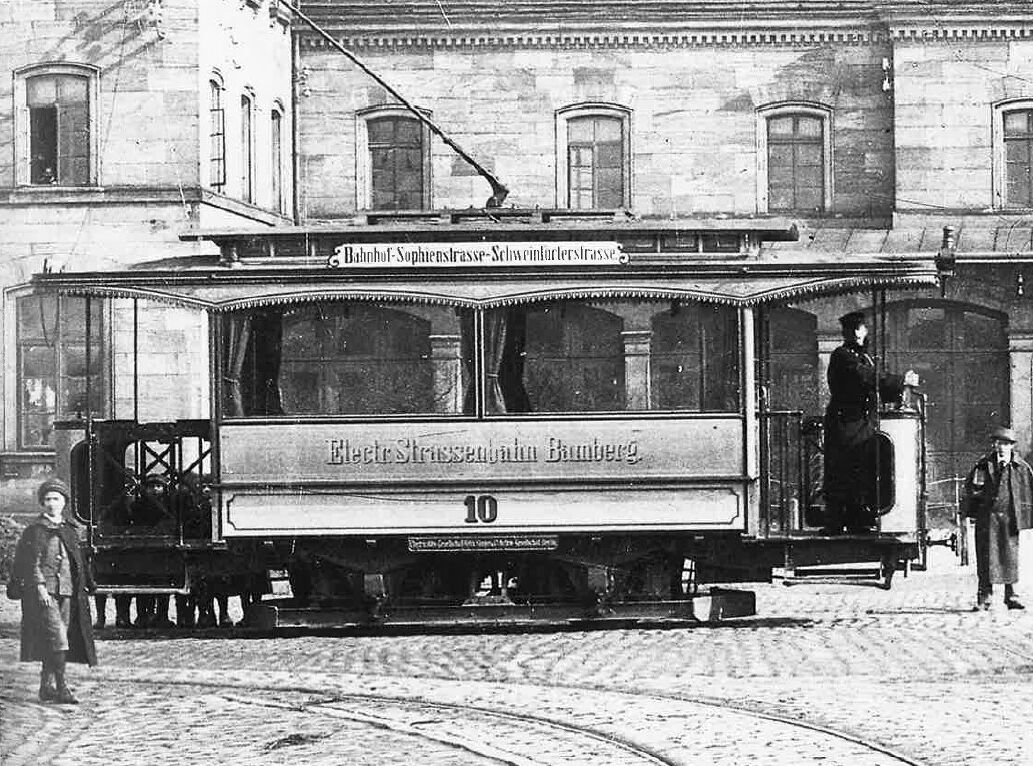
Bahnhof, Triebwagen 10 mit Linienweg
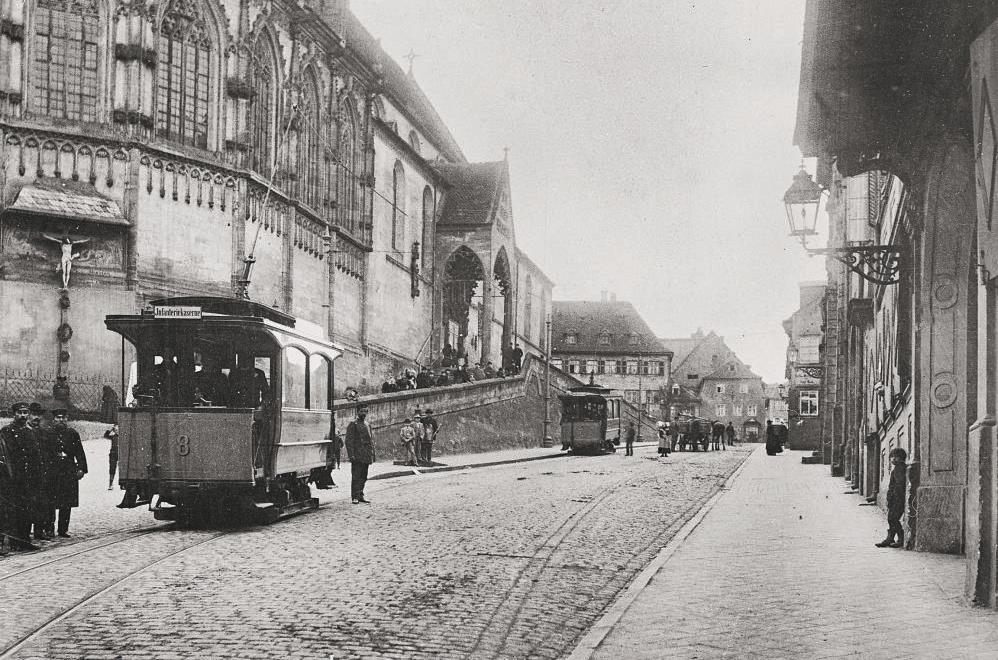
Unterer Kaulberg
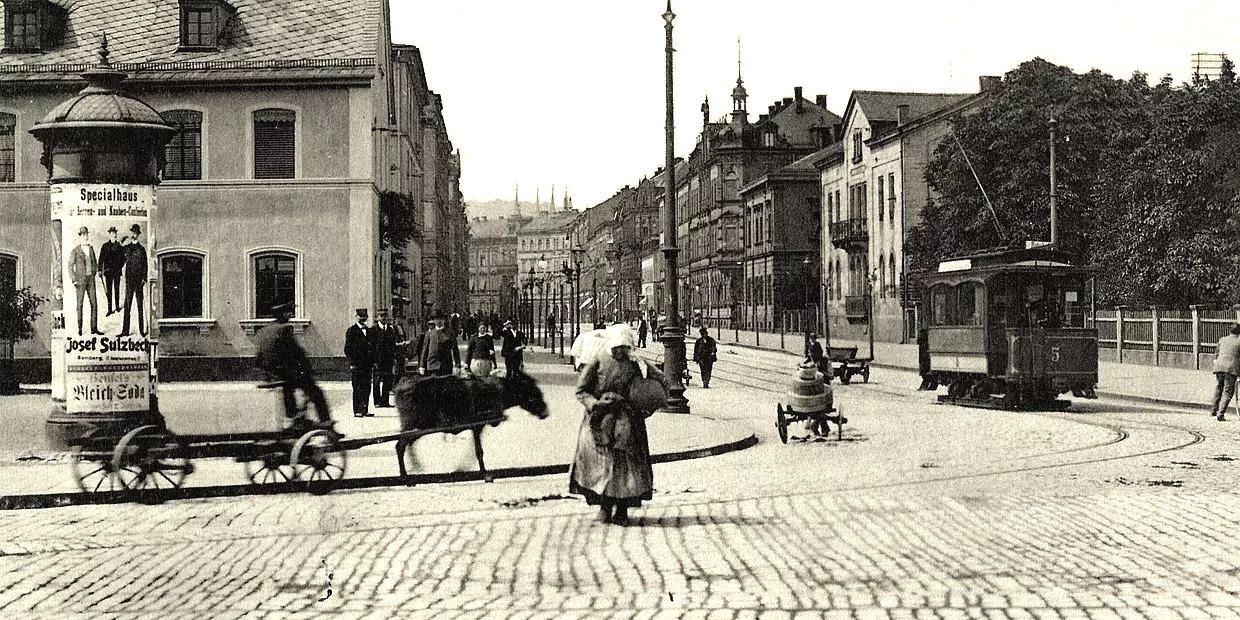
Luitpoldstraße
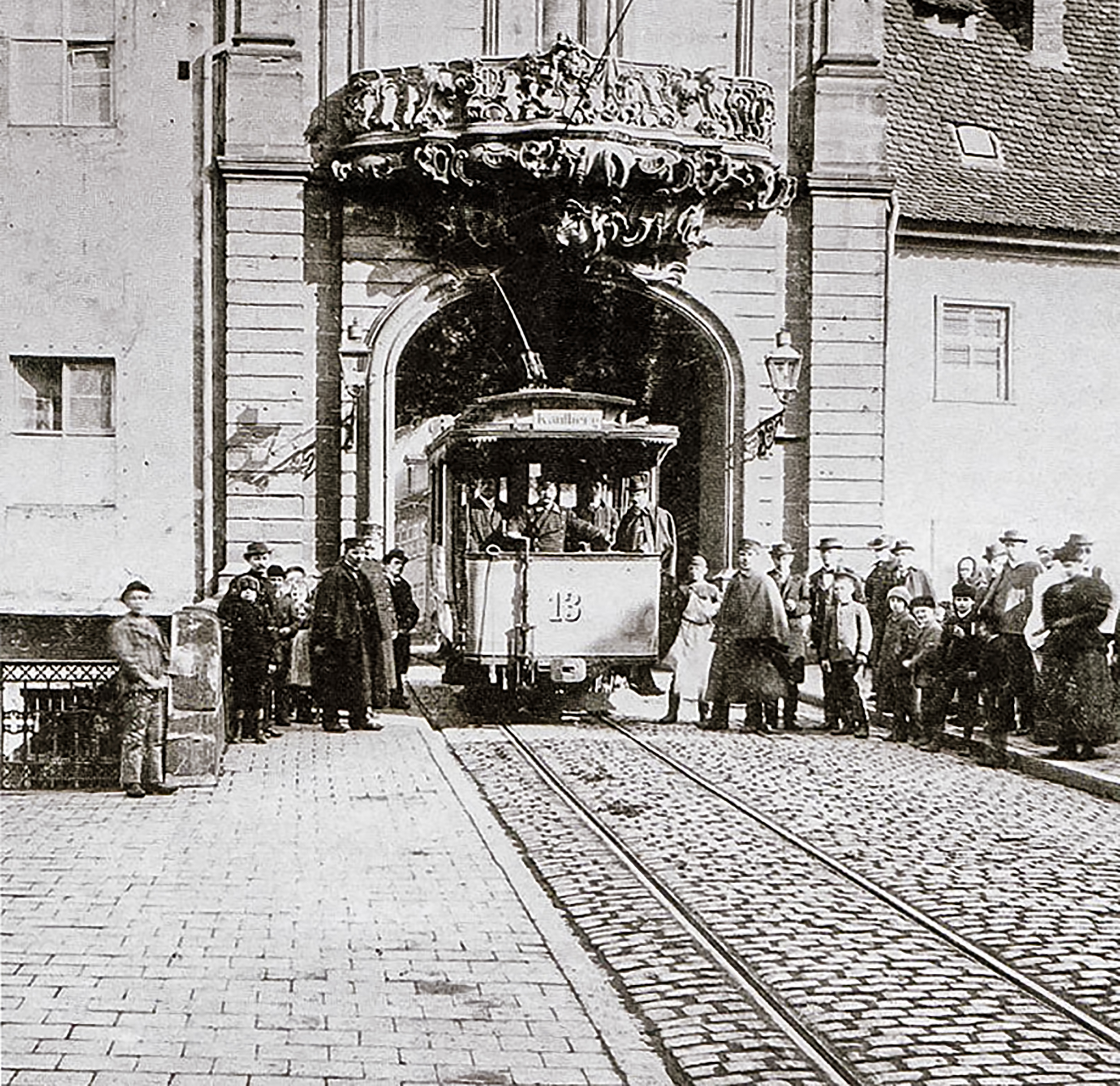
Altes Rathaus

## Stadtbus
Der erste Versuch, im Dezember 1924 eine Stadtbuslinie vom Bahnhof zum Theresienplatz unterhalb des Domes einzurichten, scheiterte bereits nach zwei Monaten wegen Unrentabilität.
Erst am 1. Oktober 1925 wurden auf Rechnung des Städtischen E-Werks drei Omnibuslinien eingerichtet, auf denen Omnibusse der Reichspost verkehrten. Schon Anfang des Jahres 1926 wurde der Betrieb auf eine Linie vom Bahnhof zum Theresienplatz reduziert, die jeweils den Anschluss zu den Zügen der Reichsbahn herstellte. Erst seit 1936 konnte das Netz ausgedehnt werden. Während des Zweiten Weltkrieges übernahm die Stadt Bamberg ab 1. April 1941 den Stadtbusbetrieb in eigene Regie.

## TouristenzugBamberger Bahn

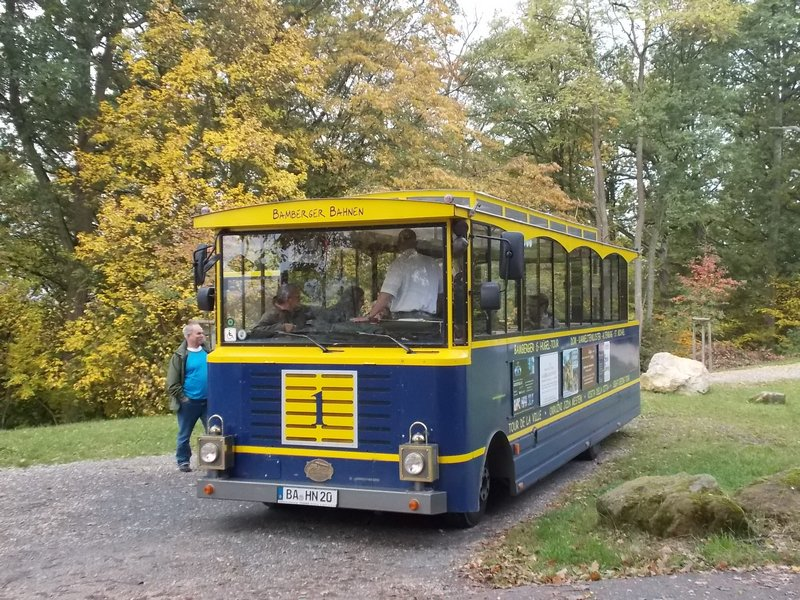
„Bamberger Bahn“ an der Altenburg

Die Wegebahn Bamberger Bahn, die eine Stadtrundfahrt unter dem Namen „Sechs-Hügel-Tour“ anbietet, ist einem alten Bamberger Straßenbahnwagen nachempfunden. Sie will damit nach Aussage des Betreibers die Straßenbahn in Erinnerung halten. Eine Konkurrenzfirma setzt einen amerikanischen Schulbus unter dem Namen „Bambergbus“ ein.